# Les Yeux grands fermés (téléfilm)
Pour les articles homonymes, voir Les Yeux grands fermés.
Pour plus de détails, voir Fiche technique et Distribution.
Les Yeux grands fermés est un téléfilm français diffusé le 2 octobre 2023 sur TF1.

## Synopsis
Anne-Marie va parfois chercher à l'école son petit-fils Adrien, l'enfant de Stéphane, son fils veuf. Elle constate que son comportement change. Après le signalement d'une enseignante, l'assistance sociale de l'école soupçonne Stéphane de gestes incestueux sur son fils. Anne-Marie souhaite protéger un petit-fils victime d'abus sexuels, mais ne sait pas comment arriver à dénoncer son propre fils.

## Distribution
- Muriel Robin : Anne-Marie Pasquin[2]
- Guillaume Labbé : Stéphane Pasquin[2]
- Pauline Etienne : Caroline Lagrange
- Eden Lopes : Adrien

### Fiche technique
Sauf indication contraire, les informations mentionnées dans cette section peuvent être confirmées par les bases de données cinématographiques IMDb et Allociné,  présentes dans la section « Liens externes ».
- Titre français : Les Yeux grands fermés
- Genre : Drame
- Production : Clara Laplace
Eric Jehelmann
Philippe Rousselet
- Sociétés de production : TF1
- Réalisation : Clément Michel
- Scénario : Emilie Clamart-Marsollat
- Musique : Marc Chouarain
- Décors :
- Costumes :
- Photographie :
- Son :
- Montage :
- Maquillage :
- Pays d'origine :  France
- Langue originale : français
- Format : couleur
- Durée : 97 minutes
- Date de première diffusion : 2 octobre 2023

## Production

### Développement
Le scénario est écrit par Émilie Clamart-Marsollat, d'après sa propre histoire.

### Attribution des rôles
Le rôle principal de la mère et grand-mère est interprété par Muriel Robin, qui a déjà tourné pour des causes telles que la lutte contre les violences sur les femmes (Jacqueline Sauvage : C'était lui ou moi) et contre les crimes sexuels sur les mineurs (Doutes). Elle déclare à ce sujet : « Une parole est possible et j’espère que ce téléfilm la libérera. Il faut parler aux enfants. Pour cela, il faut admettre une forme d’horreur : ça arrive aussi chez soi ». « Pour l'inceste, on en est au niveau zéro. Il y a tout à faire. […] Tout sert l'agresseur pour qu'il passe au travers des mailles du filet… »
Le rôle de son fils, et père du petit Adrien, est dévolu à l'acteur et scénariste Guillaume Labbé, ancien joueur de rugby, vu auparavant dans la série Plan cœur.

## Accueil

### Diffusions et festival
Le téléfilm est projeté en avant-première au Festival de la fiction le 14 septembre 2023.
Il est diffusé à la télévision belge sur La Une le 16 septembre 2023.
Il est diffusé à la télévision française sur la chaîne TF1 lors d'une soirée spéciale consacrée au thème du téléfilm, le 2 octobre 2023, avant un documentaire inédit, intitulé 'Ne le dis à personne' : Leur combat contre l'inceste. Une semaine plus tôt, la chaîne M6 avait diffusé sur le même sujet le documentaire Un silence si bruyant d'Emmanuelle Béart.

### Audience
Le téléfilm est vu par 3,88 millions de téléspectateurs, soit 18,6% du public, le soir de sa diffusion, le plaçant en tête des audiences.
Une semaine après, il enregistre des audiences supplémentaires en replay.

### Critiques
Selon Télérama, « En adoptant le point de vue de la grand-mère d’une victime d’inceste, ce téléfilm pédagogique illustre soigneusement toutes les étapes de la prise de conscience de l’entourage ».
Pour Sud Ouest, « « Les Yeux grands fermés », réalisé par Clément Michel, a de nombreux atouts : un scénario subtil, intelligent, écrit par Émilie Marsollat et servi par une distribution de qualité ».